# Palais Torre-Tagle
Pour les articles homonymes, voir Tagle.
Le palais Torre-Tagle est un palais baroque espagnol situé au Jirón Ucayali 363, dans le centre de Lima, au Pérou. Le palais abrite aujourd'hui le ministère péruvien des Affaires étrangères.
Le palais a été mis en service en 1715 (certains disent 1730) de Don José Tagle et Brachio (marquis Torre Tagle), qui était à l'époque trésorier de la flotte royale espagnole, pour son usage personnel comme sa maison.
L'extérieur du palais a un portail de pierre baroque. Le style est sévillan baroque avec une forte influence mudéjar. Les matériaux utilisés dans sa construction ont été amenés de l'Espagne, du Panama et l'Amérique centrale.
En dehors de colonnes sculptées, le palais se distingue par deux balcons finement travaillés en bois foncé. Ces balcons miradors sont une adaptation de l'architecture européenne à l'architecture vernaculaire tradition péruvienne avec les intérieurs avec carreaux de Séville, des moulures, des colonnes en bois, lobées arches mauresques et la flambée des plafonds à caissons.
Il est considéré comme ayant une véritable originalité architecturale, combinant harmonieusement les influences andalouse, mauresque, créole et des caractéristiques asiatiques.
Le public ne peut facilement visiter l'intérieur, mais certaines visites peuvent être faites sur rendez-vous.

## Références

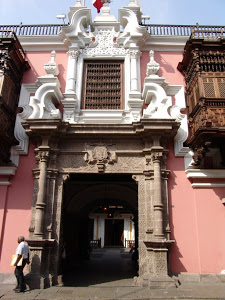
Palais Torre-Tagle